# Холод ночи!
«Холод ночи!» (англ. Chill of the Night!) — одиннадцатый эпизод второго сезона американского мультсериала «Бэтмен: Отважный и смелый».

## Сюжет
В далёком прошлом семья Уэйнов выходит из кинотеатра, в котором смотрели фильм про Зорро. Юный Брюс хочет стать им, когда вырастет. В переулке они натыкаются на преступника, который застреливает Уэйнов-старших при ограблении. Мальчик, переживший смерть родителей, клянётся отомстить за них, посвятив свою жизнь борьбе с преступностью. Эту историю Фантом-странник рассказывает Призраку. Они заключают пари, ведь скоро Бэтмен столкнётся с убийцей его родителей. Призрак жаждет мести, а Фантом-странник — правосудия.
Бэтмен в маскировке проникают в больницу к Луи Моксону, находящемуся при смерти. Тот кается в грехах, особенно в том, что когда-то заказал убийство Томаса Уэйна, однако не хотел лишать ребёнка матери, и говорит, что это его гнетёт. Бэтмен пытается выяснить имя убийцы, но Моксон умирает, успевая лишь неразборчиво сказать слово «холод». Затем Бэтмен отправляется в таверну Тики и борется там с бандитами, пытаясь выяснить личность того преступника. Он чуть не сбрасывает в горящий огонь одного из подонков, но его останавливает Фантом-странник. Он также показывает ему прошлое, где Томас Уэйн с женой посетили хэллоуинский праздник. Отец был одет в похожий костюм как у Бэтмена. Брюс проникает в ненастоящую реальность и общается с родителями, а затем на мероприятие приходит Моксон с бандой и учиняет грабёж. Бэтмен с отцом останавливают его. Затем к Тёмному рыцарю является Призрак и показывает другой фрагмент: Джо Холод, приспешник Моксона, навещает босса в тюрьме и обещает отомстить за него Уэйну, застрелив последнего. Луи хладнокровно одобряет это, указывая, чтобы преступление выглядело как попытка ограбления.
Когда Бэтмен возвращается в свою пещеру, он отыскивает информацию про Джо Холода. Тот является торговцем оружия. Тёмный рыцарь отправляется на его сделку, где суперзлодеи устраивают аукцион. Бэтмен прибывает и разбирается со злодеями. Джо прячется в комнате, а когда Бэтмен настигает его, то снимает маску, раскрывая, кем является. Он побеждает Холода, и Фантом-странник с Призраком шепчут Бэтмену. Фантом торжествует за правосудие, а Призрак предлагает убить Джо за то, что он сделал с родителями Бэтмена, и за то, что теперь знает личность героя. Бэтмен отпускает Джо. Тот бежит к суперзлодеям и просит о помощи, сообщая, что когда-то убил одного парня, а теперь его сын, Бэтмен, пришёл за ним. Злодеи ополчаются на Джо за то, что он виновен в «рождении» Бэтмена, и избивают его. Когда Тёмный рыцарь выходит к ним, Джокер берёт пушку и, борясь с Бэтменом, пробивает крышу здания. Оно начинает рушиться. Злодеи сбегают, а Джо попадает под завал обломков. Он умирает на глазах Бэтмена. Фантом рад, что Бэтмен не убил преступника, но настораживается, что Холод как специально оказался под рухнувшим потолком. Призрак ехидно отвечает, что он тут ни при чём. В пещере Бэтмен заявляет о закрытии дела.

## Роли озвучивали
- Дидрих Бадер — Бэтмен
- Закари Гордон — Брюс Уэйн в юности
- Питер Онорати — Джо Холод
- Адам Уэст — Томас Уэйн
- Джули Ньюмар — Марта Уэйн
- Ричард Мол — Луи Моксон
- Кевин Конрой — Фантом-странник
- Марк Хамилл — Призрак

## Отзывы
Дэн Филлипс из IGN поставил серии оценку 10 из 10 и написал, что это «лучший, самый полезный и интересный эпизод мультсериала». Он добавил, что «„Холод ночи!“ отдаёт дань уважения самому важному аспекту в истории персонажа, его происхождению, и делает это довольно безупречно». Джо Остерли из Mania тоже похвалил эпизод, написав, что он входит в число лучших серий «Бэтмена: Отважного и смелого». Алан Рапп из RazorFine поставил эпизоду оценку 4,5 из 5 и похвалил серию за то, что она «не только воссоздала классическую сцену, как Бэтмен раскрывает свою личность Холоду, но и за то, что она взяла вторую страницу из прошлого Бэтмена, включив в себя сюжетную линию „Первый Бэтмен“ из Detective Comics #235, в которой Томас Уэйн в костюме летучей мыши останавливает преступление».
Зрители тоже тепло приняли эпизод; Screen Rant поставил его на 1 место в топе лучших эпизодов мультсериала по версии IMDb.